# Umm al-Kajf
Umm al-Kajf (arab. أم الكيف) – miejscowość w Syrii, w muhafazie Al-Hasaka. W 2004 roku liczyła 1072 mieszkańców.